# Diodesma denticinta
Diodesma denticinta là một loài bọ cánh cứng trong họ Zopheridae. Loài này được Abeille de Perrin miêu tả khoa học năm 1899.